# 3次元電子顕微鏡法
3次元電子顕微鏡法（さんじげんでんしけんびきょうほう）は物体の構造解析法の一つ。
電子顕微鏡で通常撮影される画像は2次元の平面画像である。しかし、本来、その2次元画像として、撮影されている物体は立体構造をもった三次元物体である。そこで、情報工学的手法を使って、コンピュータの内部で、もとの物体の立体像を再構成する必要がある（3次元再構成法）。このような、電子顕微鏡法と3次元再構成法を組み合わせた、物体の構造解析法を3次元電子顕微鏡法と呼ぶ。
関連する画像処理法としては、単粒子解析法、電子線トモグラフィー法、対称性を用いた構造解析、電子線結晶解析法が挙げられる。いずれも、２次元投影像もしくは回折パターンから、3次元像を再構成を実施する。
単粒子解析法は、主として同じ構造をしている粒子の投影画像を多数収集し、それらの投影方向を決定することで、三次元再構成を実施する方法である。